# Medaglia di Filippo Maria Visconti
La medaglia di Filippo Maria Visconti fu realizzata in bronzo dall'artista italiano Pisanello nel 1441 e misura 10,20 cm di diametro. 

## Storia
Dopo aver coniato la celebre medaglia di Giovanni VIII Paleologo (1438), ristabilendo la tradizione di effigiare personaggi viventi come nell'Impero Romano, Pisanello divenne molto richiesto dalle corti italiane, creando una ventina di medaglie. 
Tra le prime vi fu proprio quella per il duca di Milano, Filippo Maria Visconti, al potere dal 1412, alleato di Mantova nella guerra contro Venezia; nello stesso gioco di alleanze fu creata in quel periodo anche la medaglia di Niccolò Piccinino, capo delle truppe milanesi. 
L'opera, dai chiari intenti celebrativi, è tuttavia virtuosamente esente da una retorica artificiosa, riuscendo a sottolineare l'autorità del signore con un misurato ricorso ad elementi decorativi. Il Visconti, noto per la sua bruttezza, era sempre stato riluttante a posare per un pittore, ma Pisanello, ritraendolo prima in un disegno, oggi al Louvre di Parigi (n. 2483). Oltre che testimoniare come l'artista prima di effettuare le medaglie facesse accurati studi, che spesso dovevano tradursi anche in ritratti su tavola, come nel caso di Lionello d'Este, il ritratto dimostra l'acuta caratterizzazione del personaggio, di cui traspaiono doti morali come la fermezza, la nobiltà, la risolutezza. 
In una lettera datata 28 giugno 1431 che l'artista spedì infatti da Roma al Visconti, scrisse del suo impegno agli affreschi di San Giovanni in Laterano, che avrebbero dovuto far attendere il signore fino a ottobre per un'opera che gli aveva promesso, forse un ritratto o, meno probabilmente, la medaglia. Quest'ultima è infatti riferita in genere al soggiorno milanese dell'artista del 1440-1441 ed è comunque ritenuta successiva a quella di Giovanni Paleologo. 
Della medaglia si conservano alcune copie, tra cui una è al Museo dei mobili e delle sculture lignee del Castello Sforzesco di Milano e un'altra al Cabinet des Medailles di Parigi.

## Descrizione

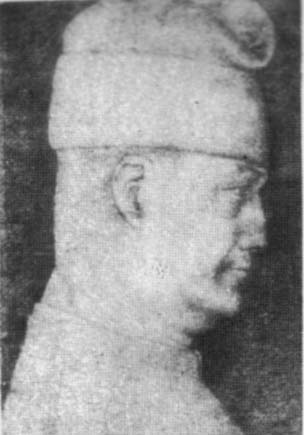
Pisanello
Ritratto di Filippo Maria Visconti
Museo del Louvre

Sul dritto è effigiato di profilo Filippo Maria Visconti in forma di busto rivolto a destra, con la berretta e con l'abito ornato con la sua impresa della colombina entro la corona ducale.
Sul bordo corre l'iscrizione: PHILIPPVS MARIA ANGLVS DVX MEDIOLANI ETCETERA PAPIE ANGLERIE QVE COMES AC GENVE DOMINVS ("Filippo Maria Angelo [Visconti], duca di Milano etc., conte di Pavia e di Angera e signore di Genova").
Sul rovescio si trova Filippo Maria Visconti a cavallo al passo a sinistra, indossante la corazza, con elmo e cimiero del drago crestato, e con in mano la lancia.
A destra sono presenti un paggio a cavallo e al centro un cavaliere in piedi, con la lancia, elmo da torneo e cavallo al seguito, molto simile a un personaggio dell'affresco di San Giorgio e la principessa in Sant'Anastasia a Verona. Sullo sfondo roccioso si nota una città, con una statua di guerriero, una cupola, una torre, un campanile e, sulla collina al centro, una rocca. In basso si trova la firma OPVS PISANI PICTORIS ("Opera del pittore Pisan[ell]o").
Del ritratto esiste anche uno studio su carta (Cabinet des Dessins n. 2483).